# 杉山善太郎
杉山 善太郎（すぎやま ぜんたろう、1903年（明治36年）2月25日 - 1988年（昭和63年）2月21日）は、昭和期の労働運動家、政治家。参議院議員（2期）。

## 経歴
愛知県幡豆郡、のちの吉良町（現西尾市）で生まれる。1924年（大正13年）日本大学工学科を卒業した。
日本海員組合組織部員を経て、1945年（昭和20年）全日本海員組合の結成に加わり中央執行委員に就任。1946年（昭和21年）日本社会党に入党。1953年（昭和28年）新潟県労働組合協議会が結成されると議長に就任し9期在任した。
1962年（昭和37年）の参院選に新潟県地方区から社会党公認で出馬して初当選。任期満了に伴う1968年（昭和43年）の参院選には出馬を見送り、2年後の新潟県知事選に立候補するが現職の亘四郎に敗れる。翌1971年（昭和46年）の参院選で国政復帰を果たし、参院議員に通算2期在任した。この間、社会党新潟県本部委員長、同顧問、参議院逓信委員長などを務めた。
1983年（昭和58年）秋の叙勲で勲二等瑞宝章受章。
1988年（昭和63年）2月21日死去、84歳。死没日をもって従四位に叙される。

## 著作
- 『船内細胞組織重視論』昭和毎夕新聞社、1937年。
- 『杉山善太郎 / 澪と跡』杉山智恵子、1986年。